# Фламмері
Фла́ммері (фла́мері; англ. flummery, фламрі́ (фр. flamri)) — солодкий, м'який десертний пудинг на основі крохмалю, який був популярний у Великобританії та Ірландії з XVII по XIX сторіччя. Це слово також почали використовувати для позначення інших десертів.